# Listă de politicieni croați implicați în scandaluri publice
Aceasta este o listă de politicieni croați implicați în scandaluri publice:

## Prim-miniștri
- Ivo Sanader, condamnat în 2012 la 10 ani de închisoare pentru corupție, sentința nefiind definitivă.[1][2][3] În alt dosar a fost învinuit în 2013 că a cauzat un prejudiciu de 86 de milioane de euro unei societăți publice.[4]